# Dakari Johnson
Dakari Naeem Pamoja Johnson (ur. 22 września 1995 w Nowym Jorku) – amerykański koszykarz, występujący na pozycji środkowego, obecnie zawodnik Qingdao Eagles.
W 2013 wystąpił w dwóch meczach gwiazd amerykańskich szkół średnich – Jordan Classic, McDonald’s All-American. Został też zaliczony do II składu USA Today All-USA.
20 lipca 2018 trafił do Orlando Magic wraz z zobowiązaniami gotówkowymi w zamian za Rodneya Purvisa. 3 dni później został wytransferowany do Memphis Grizzlies wraz z prawami do Tylera Harveya w zamian za Jarella Martina oraz zobowiązania gotówkowe. 31 sierpnia został zwolniony.
11 września 2018 dołączył do Qingdao Eagles.

## Osiągnięcia
Stan na 6 grudnia 2019, na podstawie, o ile nie zaznaczono inaczej.
NCAA
- Wicemistrz NCAA (2014)
- Uczestnik NCAA Final Four (2014, 2015)
- Mistrz:
  - turnieju konferencji Southeastern (SEC – 2015)
  - sezonu zasadniczego SEC (2015)

Drużynowe
- Mistrz chińskiej ligi NBL (2019)

Indywidualne
- MVP chińskiej ligi NBL (2019)
- Zaliczony do I składu:
  - D-League (2017)
  - debiutantów D-League (2016)
- Uczestnik meczu gwiazd:
  -  D-League (2017)
  - chińskiej ligi CBA (2019)
- Zawodnik:
  - miesiąca (listopad 2016)
  - tygodnia (21.11.2016, 6.02.2017)

Reprezentacja
- Mistrz świata U–17 (2012)